# Mario Giacomelli

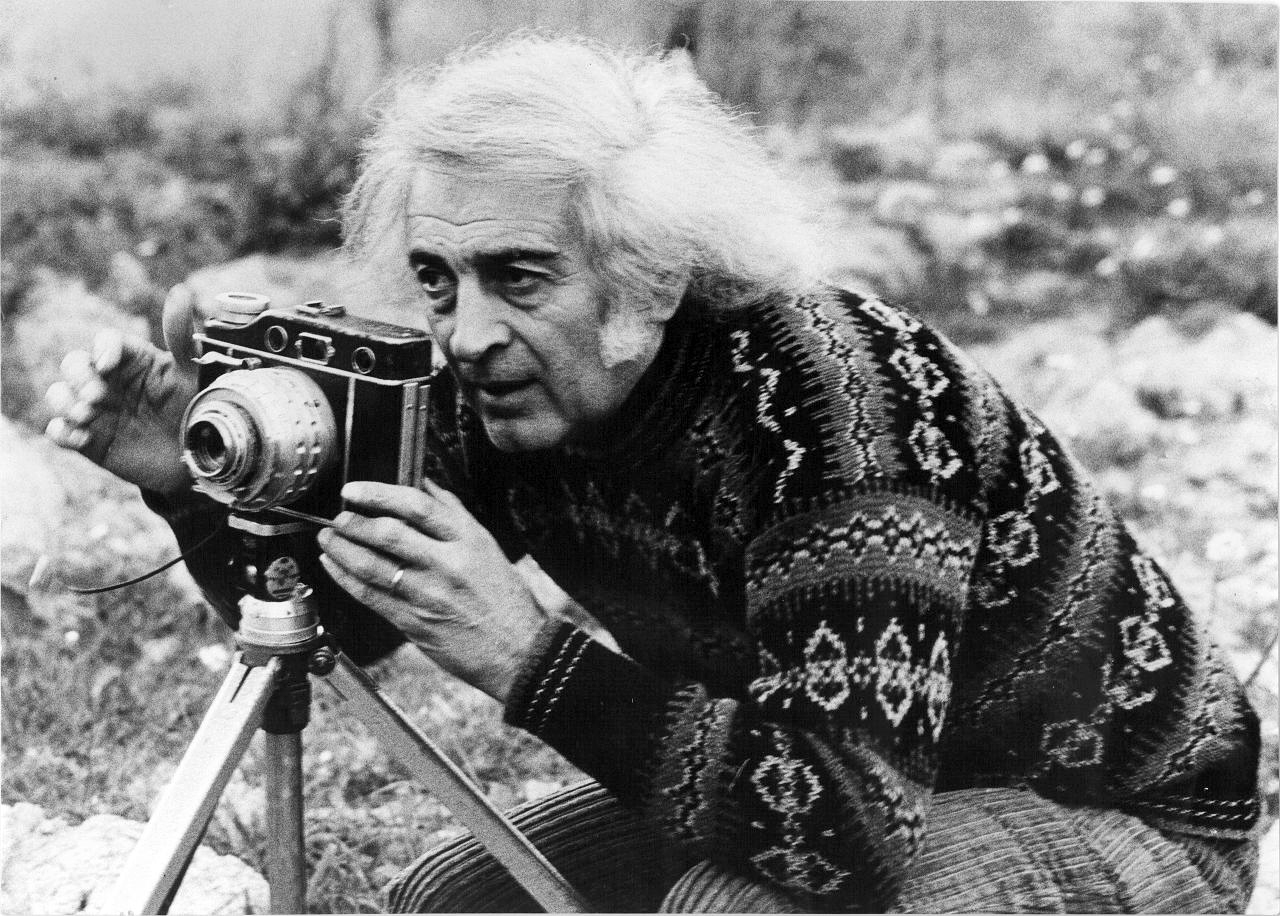
Mario Giacomelli (vor 1970)

Mario Giacomelli (* 1. August 1925 in Senigallia in der Region Marken, Italien; † 25. November 2000 ebenda) war ein italienischer Fotograf.

## Leben
Mario Giacomelli wurde als ältester von drei Brüdern geboren. 1934, als er neun Jahre alt war, starb sein Vater. Seitdem arbeitete seine Mutter in einer Wäscherei in der Nähe des Hospizes von Senigallia. Jahre später nahm er in diesem Hospiz eine seiner bekanntesten Serien auf.
Er wuchs in ärmsten Verhältnissen auf. Mit 13 Jahren (1938) verließ er die Schule und entschloss sich, die Familie finanziell zu unterstützen. Er begann eine Ausbildung zum Schriftsetzer und Drucker in seiner Heimatstadt. Später wurde er Teilhaber und schließlich Besitzer einer Druckerei im Zentrum Senigallias.
Am 24. April 1954 heiratete er Anna Berluti.
Er arbeitete sein ganzes Leben in der Druckerei und verdiente sich so seinen Lebensunterhalt. Nur in seiner freien Zeit fotografierte er. 1995 erhielt er den Kulturpreis der Deutschen Gesellschaft für Photographie.
Mario Giacomelli starb an Krebs.

## Werk
An Heiligabend 1953 kaufte er von dem Geld, das er ursprünglich für ein gebrauchtes Motorrad gespart hatte (800 Lire), seine erste Kamera.
Am nächsten Tag machte er seine ersten Aufnahmen am Strand von Senigallia. Da er aber nicht wusste, wie man die Kamera bediente, konnte er nur zwei der Negative verwenden. Eine dieser Aufnahmen zeigt einen vom Meerwasser umspülten Hausschuh.
Bis zu diesem Zeitpunkt hatte er versucht zu malen und zu schreiben. Er war jedoch nicht zufrieden mit seinen Ergebnissen. Erst die Fotografie schien ihm das richtige Werkzeug zu sein. Obwohl er kein Freund von technischen Geräten war und nie einen Belichtungsmesser verwendete, erkannte er doch für sich, dass die Fotokamera, dieses scheinbar seelenlose technische Gerät, ihm eine Erweiterung seiner Ausdrucksmöglichkeiten bot (vgl. Horvat). Er fand früh zu einer intensiven graphischen Bildsprache, die zu seiner Zeit für die Fotografie neue Impulse setzte. Sein Stil ist einmalig und unverwechselbar.
Er ist mit seinen Schwarzweißfotos in vielen Museen und Galerien der Welt vertreten.

### Serien (Auswahl)
Er arbeitete immer in Serien. Die Mehrzahl seiner Bilder sind in Senigallia oder in der näheren Umgebung seiner Heimat entstanden.
Oft bereitete er sich lange auf eine Serie vor. So ging er ein ganzes Jahr in das Hospiz von Senigallia, damit sich die Bewohner dort an ihn gewöhnen konnten. Erst als er ihnen vertraut war, nahm er seine Kamera mit. Lediglich bei den Serien Zingari (Zigeuner, 1958) und Mattatoio (Schlachthaus, 1960) wich er von diesem Prinzip ab. Bei den Zigeunern hatte er etwa eine halbe Stunde für die Aufnahmen, bevor ihm weitere Aufnahmen verboten wurden. Im Schlachthaus hielt er es nach seiner eigenen Aussage nur ein paar Minuten aus, dann musste er fliehen und mied diesen Ort fortan.
1955–1957: Vita d’ospizio
Die Bilder dieser Serie zeigen die Bewohner des Hospizes von Senigallia. Zeit, Vergänglichkeit und das Alter beschäftigten und begleiteten ihn bei vielen seiner Serien. Ganz besonders gilt das für die Hospizbilder:

„My concerns are time and old age. There is an ongoing conflict between
me and time, a permanent war, and the hospice is one of my enemy’s faces.“

„Mein Anliegen sind Zeit und Alter. Es ist ein fortwährender Konflikt zwischen mir und der Zeit, ein ständiger Krieg, und das Hospiz ist eines der Gesichter meines Feindes.“

Im Hospiz entstanden sehr emotionale Bilder der Bewohner. In diesen Fotografien blicken wir dem nahenden Tod ins Antlitz. Die Wirkung der Bilder wird durch ihren harten Kontrast noch gesteigert. Die Menschen werden in ihrer Umgebung gezeigt, die alles andere als komfortabel ist. Doch nicht als Sozialkritik sind diese Bilder gemeint. Für ihn war jede dieser Aufnahmen wie ein Selbstporträt (vgl. Interview mit Frank Horvat). Eine zweite Serie zum Hospiz, die 1966–1968 entstand, nennt er denn auch Verrà la morte e avrà i tuoi occhi (etwa: Kommen wird der Tod und er wird deine Augen haben) nach einem Gedicht von Cesare Pavese (1908–1950).
Die Hospizbilder waren ihm immer die wichtigsten:

„If I had to choose amongst all the photos I’ve done, to just keep one body of work, it would most certainly be the hospice.“

„Wenn ich zu wählen hätte zwischen allen Fotos, die ich gemacht habe, und ich dürfte nur eine Arbeit behalten, dann wäre es sicherlich das Hospiz“

1957, 1959: Scanno
Nur selten verließ er seinen Heimatort. Mehrmals jedoch (1957, 1959 und 1995) besuchte er Scanno, ein Bergdorf in den Abruzzen, etwa 270 km südlich von Senigallia. Dort entstanden archaische Bilder der Menschen in diesem Dorf, in dem das traditionelle Leben zu jener Zeit noch unberührt und lebendig war. Bei seinen Aufnahmen wählte er eine lange Belichtungszeit, um diesen Ort etwas „magischer“ zu machen.
John Szarkowski, von 1962 bis 1991 zuständig für Fotografie im Museum of Modern Art in New York, zeigte 1964 die Serie „Scanno“ der amerikanischen Öffentlichkeit. Nachdem Giacomelli schon 1963 während der Photokina in Köln ausgestellt worden war, bedeutete diese Ausstellung für ihn den internationalen Durchbruch.
Im Jahre 1995 besuchte er Scanno zum dritten Mal – doch diesmal machte er keine Aufnahmen. Wieder war es die Zeit, die ihm Kummer bereitete: das alte Scanno, so wie er es fotografiert hatte, gab es nicht mehr, die moderne Welt hatte auch hier Einzug gehalten.
1961–1963: Io non ho mani che mi accarezzino il volto (etwa: Ich habe keine Hände, die mein Gesicht liebkosen)
In den Jahren 1961–1963 machte er Bilder in einem Priesterseminar. Er nannte die Serie zunächst „Pretini“ (junge Priester). Bekannt wurde sie allerdings unter dem Titel „Io non ho mani che mi accarezzino il volto“ nach einem Gedicht von David Maria Turoldo (1916–1992), einem Zeitgenossen Giacomellis.
Wie schon im Hospiz hatte er zunächst ein Jahr lang das Seminar besucht, um mit den Seminaristen bekannt zu werden. Die Bilder zeigen die jungen Seminaristen in ihren Pausen, während sie unbeschwert tanzen, ausgelassen sind, herumtollen oder eine Schneeballschlacht machen, was in Senigallia sicher ungewöhnlich ist.
Ebenso wie in Scanno wurden die Aufnahmen wieder mit einer relativ langen Belichtungszeit gemacht, was die Bewegungen der angehenden Priester verdeutlichte und so Dynamik in die Bilder brachte. Außerdem hatte er hier den Kontrast wieder so sehr erhöht, dass in vielen Bildern fast nur noch schwarz und weiß vorhanden sind.
Auf einigen dieser Fotografien sieht man die Seminaristen Zigarren rauchen. Die hatte Giacomelli ihnen mitgebracht, um zu sehen, was passieren würde. Nachdem er diese Fotos zu einem Wettbewerb geschickt hatte, wurde ihm der Zutritt zum Seminar von der Seminarleitung verboten. Sein Kommentar dazu:

„[…] I won an important prize, but I never set foot in that seminary again.“

„Ich hatte einen wichtigen Preis gewonnen, durfte aber das Seminar nicht wieder betreten.“

1963 wurde diese Serie auf dem Messestand von Ferrania während der Photokina in Köln ausgestellt.
1964–1966: La buona terra (Die gute Erde, nach einem Buchtitel von Pearl S. Buck)
In dieser Serie zeigt er das Leben der Landarbeiter seiner Heimat. Er hatte eine befreundete Bauernfamilie über mehrere Jahre begleitet. Die Bilder zeigen die Menschen auf dem Weg zur Arbeit, bei der Ernte, bei einer Hochzeit. Wir sehen ihre Kinder, wir sehen ihr Zuhause. Bei dieser Arbeit hatte er sich wieder viel Zeit gelassen, um mit den Menschen so bekannt zu werden, dass die Aufnahmen natürlich und selbstverständlich wirken. Seine Aufnahme- und Dunkelkammertechnik brachte auch hier sehr kontrastreiche Bilder hervor. Der harte Kontrast passt zu dem harten Leben der Landleute, das sich Jahr für Jahr wiederholt.
1955–1980: Presa di coscienza sulla natura (Landschaften)
Über einen sehr langen Zeitraum hat er die ihn umgebende Landschaft fotografiert. Oft hat er die Aufnahmen aus der Luft gemacht. Die Genehmigung für solche Aufnahmen besaß ein befreundeter Pilot, dessen Kamera er dabei verwendete.
Nicht selten bat er einen Bauern, mit seinen Maschinen bestimmte Linien oder ein besonderes Muster auf seinem abgeernteten Acker herzustellen. Wie ein Maler mit seinem Pinsel gestaltete er seine Bilder sozusagen mit dem Traktor und nahm sie dann auf. Hin und wieder setzte er sich sogar selbst auf den Traktor.
Die Landschaftsbilder wirken durchweg sehr grafisch. Er verstärkte den Kontrast so weit, dass sich dabei die Landschaft oft in ein abstraktes Bild verwandelt.

### Technik
Seine erste Kamera war eine Comet Bencini. Sie wurde mit Rollfilm – 
vermutlich im Aufnahmeformat 4 × 4 cm – geladen.
Später hat er eine Kobell mit dem Aufnahmeformat 6 × 9 cm benutzt, die so umgebaut wurde, dass die Aufnahmen schließlich das Format 6 × 8,5 cm hatten. So konnte er auf dem normalen Rollfilm eine Aufnahme mehr unterbringen.

## Ausstellungen (Auswahl)
- 1963 Photokina Köln
- 1964 Museum of Modern Art, New York
- 1968 The George Eastman House, Rochester
- 1975 Victoria & Albert Museum, London
- 1982 Photokina Köln
- 1987 Pushkin State Museum of Fine Arts, Moskau
- 1988 Centre National de la Photographie, Paris; Museum of Fine Art, Houston; Museo Universitario ChPo, Mexiko-Stadt
- 1989 Metropolitan Museum, Tokio
- 1995 Museum Ludwig, Köln
- 1998 Musée du Louvre, Paris

## Lexikalischer Eintrag
- Hans-Michael Koetzle: Fotografen A-Z. Taschen Deutschland, 2015 ISBN 978-3-8365-5433-6